# Christine Belford
Christine Belford (* 14. Januar 1949 in Amityville, New York) ist eine US-amerikanische Schauspielerin.

## Leben
Belford begann ihre Karriere Anfang der 1970er Jahre. Nach einigen Fernseh-Gastrollen hatte sie ihr Leinwand-Debüt 1972 an der Seite von Paul Newman und Lee Marvin in der Western-Komödie Zwei Haudegen auf Achse von Stuart Rosenberg. Im selben Jahr spielte sie die weibliche Hauptrolle im Actionfilm Der Agent, der seinen Leichnam sah neben George Peppard. An dessen Seite spielte sie zwischen 1972 und 1974 zudem die wiederkehrende Rolle der Carlie Kirkland in der NBC-Mystery-Movie-Serie Banacek. Während ihre Filmkarriere in den 1970er Jahren zum Erliegen gekommen war, hatte sie zahlreiche Gastrollen in Serien wie Quincy und Kampfstern Galactica. Zudem spielte sie wiederkehrende Rollen unter anderem als Susan Farragut in Der Denver-Clan, Deputy Maggie Randall in der kurzlebigen Westernserie Outlaws neben Rod Taylor und Richard Roundtree sowie Samantha Sanders in Beverly Hills, 90210. In den 1980er Jahren kam sie zu zwei weiteren nennenswerten Filmrollen; so spielte sie 1983 in John Carpenters Christine die Mutter des Hauptdarstellers und stellte im Rape-and-Revenge-Film Zeit der Rache Ärztin Constance Lewis dar.
Von 1993 bis zu dessen Tod 2024 war sie mit dem Schauspieler Nicholas Pryor verheiratet.

## Filmografie (Auswahl)

### Filme
- 1972: Zwei Haudegen auf Achse (Pocket Money)
- 1972: Der Agent, der seinen Leichnam sah (The Groundstar Conspiracy)
- 1976: Das Millionen-Dollar-Ding (The Million Dollar Rip-Off, Fernsehfilm)
- 1978: To Kill a Cop (Fernsehfilm)
- 1978: Colorado C.I. (Fernsehfilm)
- 1979: Abrechnung um Mitternacht (High Midnight, Fernsehfilm)
- 1980: Der Beste Spieler weit und breit: Sein größtes Spiel (Kenny Rogers as The Gambler, Fernsehfilm)
- 1980: Killer-Piraten greifen an (Desperate Voyage, Fernsehfilm)
- 1982: The Neighborhood (Fernsehfilm)
- 1983: Zwei Leichen beim Souper (Sparkling Cyanide, Fernsehfilm)
- 1983: Christine (John Carpenter’s Christine)
- 1984: 100 Centre Street (Kurzfilm)
- 1986: Zeit der Rache (The Ladies Club)
- 1986: Mr. and Mrs. Ryan (Fernsehfilm)
- 1990: Yes, Virginia (Kurzfilm)
- 1991: Nackte Sünde (The Woman Who Sinned, Fernsehfilm)
- 1988: Tales from the Hollywood Hills: Golden Land (Fernsehfilm)
- 2007: Ruffian – Die Wunderstute (Ruffian, Fernsehfilm)

### Fernsehserien
- 1970–1974: Dr. med. Marcus Welby (Marcus Welby, M.D., 4 Folgen)
- 1971: Matt Lincoln (1 Folge)
- 1971: Vanished (2 Folgen)
- 1971: Der Chef (Ironside, 1 Folge)
- 1971–1972: Owen Marshall – Strafverteidiger (Owen Marshall, Counselor at Law, 1 Folge)
- 1972: The Sixth Sense (1 Folge)
- 1972: Cool Million (1 Folge)
- 1972: Alias Smith & Jones (Alias Smith and Jones, 1 Folge)
- 1972: Mannix
- 1972–1974: Banacek (6 Folgen)
- 1973: Cannon (1 Folge)
- 1973: Jigsaw (1 Folge)
- 1973–1979: Barnaby Jones (3 Folgen)
- 1974: Der sechs Millionen Dollar Mann (The Six Million Dollar Man, 1 Folge)
- 1974: The Manhunter (1 Folge)
- 1974: Doc Elliot (1 Folge)
- 1974–1982: Nachdenkliche Geschichten (Insight, 6 Folgen)
- 1975: Kate McShane (1 Folge)
- 1975: Police Story (1 Folge)
- 1975: Medical Story (1 Folge)
- 1975: Harry O (1 Folge)
- 1976: Wonder Woman (1 Folge)
- 1977: Most Wanted (1 Folge)
- 1977: Tales of the Unexpected (1 Folge)
- 1977: Quincy (Quincy, M. E., 1 Folge)
- 1978: Kampfstern Galactica (Battlestar Galactica, 1 Folge)
- 1978: The White Shadow (1 Folge)
- 1979: The Paper Chase (1 Folge)
- 1979: Married: The First Year (4 Folgen)
- 1979: Dear Detective (1 Folge)
- 1979–1981: Der unglaubliche Hulk (The Incredible Hulk, 2 Folgen)
- 1979: Hart aber herzlich (Hart to Hart, Folge: Hochzeit in Monte Carlo)
- 1980: CHiPs (1 Folge)
- 1980: Beyond Westworld (1 Folge)
- 1981: Magnum (Magnum, p.i., 1 Folge)
- 1981: Nero Wolfe (1 Folge)
- 1981–1983: The Greatest American Hero (2 Folgen)
- 1982: Today's F.B.I. (1 Folge)
- 1982: Cagney & Lacey (1 Folge)
- 1982: Der Denver-Clan (Dynasty, 5 Folgen)
- 1982–1987: Silver Spoons (7 Folgen)
- 1983: It’s Not Easy (1 Folge)
- 1983: Hart aber herzlich (Hart to Hart, Fernsehserie, Folge Eine aufregende Party)
- 1983–1984: Fantasy Island (2 Folgen)
- 1984: Goodnight, Beantown (1 Folge)
- 1984: Empire (6 Folgen)
- 1984–1993: Mord ist ihr Hobby (Murder, She Wrote, 4 Folgen)
- 1985: Finder of Lost Loves (1 Folge)
- 1985: Detective in the House (1 Folge)
- 1986: Golden Girls (The Golden Girls, 1 Folge)
- 1986: Familienbande (Family Ties, 1 Folge)
- 1986–1987: Outlaws (12 Folgen)
- 1987: Junge Schicksale (ABC Afterschool Specials, 1 Folge)
- 1988: Ein Vater zuviel (My Two Dads, 1 Folge)
- 1988: Murphy’s Law (1 Folge)
- 1989: L.A. Law – Staranwälte, Tricks, Prozesse (L.A. Law, 1 Folge)
- 1989: Harrys Nest (Empty Nest, 1 Folge)
- 1989: Living Dolls (1 Folge)
- 1989: Freddy's Nightmares: A Nightmare on Elm Street – Die Serie (Freddy's Nightmares, 1 Folge)
- 1990: Polizeibericht (Dragnet, 1 Folge)
- 1991: Wer ist hier der Boss? (Who’s the Boss?, 1 Folge)
- 1991–1998: Beverly Hills, 90210 (9 Folgen)
- 1992: Harrys wundersames Strafgericht (Night Court, 1 Folge)
- 1992: L.A. Machine
- 1994: Diagnose: Mord (Diagnosis Murder, 1 Folge)
- 1999: Expedition der Stachelbeeren (The Wild Thornberrys, nur Stimme)